# کلادیو کیاپوچی
کلادیو کیاپوچی (ایتالیایی: Claudio Chiappucci؛ زادهٔ ۲۸ فوریهٔ ۱۹۶۳) دوچرخه‌سوار اهل ایتالیا است.

## باشگاهی
از باشگاه‌هایی که در آن رکاب زده‌است می‌توان به تیم دوچرخه‌سواری کاررا اشاره کرد.